# Décès en décembre 1952
Décès
- 1948
- 1949
- 1950
- 1951
- 1952
- 1953
- 1954
- 1955
- 1956

Pour une information complémentaire, voir la page d'aide.

| Date        | Nom             | Pays                 | Activités                          | Âge | Source |
| ----------- | --------------- | -------------------- | ---------------------------------- | --- | ------ |
| 23 décembre | Bruno Leuzinger | Drapeau de la Suisse | Joueur de hockey sur glace suisse. | 66  |        |